# Albion (jeu vidéo)
Pour les articles homonymes, voir Albion (homonymie).
 (novembre 2018).
Si vous disposez d'ouvrages ou d'articles de référence ou si vous connaissez des sites web de qualité traitant du thème abordé ici, merci de compléter l'article en donnant les références utiles à sa vérifiabilité et en les liant à la section « Notes et références ».
Albion est un jeu vidéo de rôle (RPG) produit par Blue Byte Software et sorti en 1995.

## Histoire
En 2227, le Toronto, un gigantesque vaisseau interstellaire appartenant au conglomérat Doimlr-Daihatsu-Thompson, atterrit sur une lointaine planète afin d'exploiter les énormes ressources minières qu'elle recèle. 
Cependant, les prévisions qui décrivaient la planète comme étant un désert se révèlent être fausses puisque la planète Albion regorge de vie, de multiples civilisations et de magie. 
Quand Tom Driscoll, le pilote de l'équipe de reconnaissance découvre cela, il se promet de sauver la planète Albion des griffes du Toronto.

## Système de jeu
Albion est un jeu de rôle mêlant fantasy et science-fiction. Le gameplay n'est autre que le système de caractéristiques et de niveau que la plupart des autres jeux de rôle possèdent.
Pour gagner des niveaux, vous devrez gagner de l'expérience en battant des monstres durant des phases de bataille.
Vous pouvez avoir jusqu'à six personnages dans votre équipe qui sera menée par Tom Driscoll, le personnage principal.

### Système de combat
Le système de combat de ce jeu est basé sur tour par tour et se déroule sur une grille de 6 cases sur 6. Au début de chaque tour, vous devrez affecter une action à chaque personnage : Attaquer, se déplacer, lancer un sort, utiliser un objet ou fuir.

### Navigation
Albion est l'un des quelques jeux de rôle de son époque à utiliser un système hybride pour la navigation sur les cartes et dans les donjons. 
Dans la plus grosse partie du jeu, les cartes sont en 2D vues en plongée, avec contrôle au clavier et à la souris. Vous déplacez l'équipe en file indienne avec le clavier ou la souris et sélectionnez avec la souris les objets avec lesquels interagir. 
Lorsqu'il y a des labyrinthes, des couloirs ou des donjons, la carte passe en 3D temps réel avec une vue à la première personne. Le contrôle se fait de la même manière que sur les cartes en 2D.

## Les espèces et les personnages
Il y a 9 personnages jouables dans Albion, 7 d'entre eux se joindront nécessairement à vous à mesure que vous progresserez dans le jeu. Même si le jeu donne l'impression qu'Albion est la planète des Iskai, la plupart de ces personnages sont humains.

### Humains (Terriens)
Ce sont des humains venant de l'espace et originaires de la Terre. Ils n'ont pas de capacités magiques, parlent le terrien (c'est-à-dire anglais ou allemand selon votre version du jeu) et possèdent une connaissance relativement étendue en technologie.
Il y a trois personnages humains Terriens que vous pourrez jouer dans le jeu : Tom Driscoll, Rainer Hofstedt, et Joe Bernard.

#### Tom Driscoll
Le héros du jeu est Tom Driscoll, pilote Terrien qui s'écrasera sur Albion peu après le début du jeu et qui découvrira que cette planète supposée déserte regorge de vie. Une grande partie de l'intrigue du jeu tourne autour des essais de Tom pour trouver le lieu d'atterrissage du Toronto. 
Il est le seul personnage que le joueur suivra tout au long du jeu.
Il n'a aucune capacité spéciale particulière, si ce n'est la capacité d'utiliser la plupart des équipements humains (Terriens ou Celtes d'Albion) du jeu.

#### Rainer Hofstedt
Rainer Hofstedt est l'un des deux fonctionnaires supervisant le Toronto pour finalement en être le seul après la mort mystérieuse de l'Inspecteur Beagle. Il est le physicien et xénobiologiste du groupe. Il rejoindra Tom sur son vol de reconnaissance et s'écrasera avec lui sur Albion. Il réagit aux Iskai et à l'écologie d'Albion en général avec la merveille d'un scientifique qui découvre un monde entier à étudier, mais trouve aussi certaines de ses vieilles attitudes et convictions ébranlées. Il est le personnage joueur le plus intelligent de l'équipe, mais également le plus faible au combat.

#### Joe Bernard
Joe est ingénieur à bord du Toronto, ainsi qu'un vieil ami de Tom. Bien qu'il soit rencontré tôt dans le jeu, il ne devient jouable qu'une fois le Toronto retrouvé. Ses forces reflètent surtout sa profession ; il peut offrir d'inestimables conseils durant les aventures qui surviennent à bord du Toronto, cependant sa capacité de combat est essentiellement limitée à sa capacité d'utiliser des armes Terriennes, notamment les armes à feu.

### Humains (Celtes)
Ces humains natifs d'Albion (bien que leur mythologie parle de voyages magiques depuis une destination fort lointaine) se distinguent des humains Terriens que l'on rencontre au début du jeu. En effet, à la différence des Terriens, les humains Celtes sont parfois aptes à pratiquer la magie - druidique pour les Kenget Kamulos ou spéciale pour les Illuminés. Ils parlent le Celte ainsi que quelques mots d'Iskai. Quatre Celtes sont jouables durant le jeu : Mellthas, Khunag, Harriet et Siobhan.

#### Mellthas
Mellthas est un jeune druide vivant sur l'île de Gratogel. Il est sourd et muet mais communique via des notes écrites. Il lui est donc impossible de lancer une conversation avec des PNJ sauf dans de rares cas. 
Il tombera amoureux de Sira peu après avoir découvert qu'il possède la capacité peu commune de communiquer avec elle en touchant son Trii.
Mellthas a une liste relativement courte de sorts dont la plupart sont des sorts avec puissance moyenne.

#### Siobhan
Siobhan est une guerrière humaine originaire de Beloveno, une importante ville de Maini. C'est le seul personnage optionnel du jeu. Le joueur aura le choix, une fois arrivé à Beloveno, entre Siobhan et Khunag, ce dernier intervenant plus tard dans l'histoire si Siobhan est choisie. Siobhan est le personnage le plus fort du jeu, mais également le seul à pouvoir utiliser les armes humaines les plus puissantes.

#### Khunag
Khunag est un ancien haut-membre de la secte druidique des Kenget Kamulos. C'est un sorcier sombre, menaçant (un Oqulo Kamulos) vivant actuellement dans Beloveno. Il a été exilé de Khamulon, la ville du Kenget, mais rejoindra le groupe quand ils auront besoin d'un guide de Beloveno. Khunag est relativement amoral mais pas totalement déloyal.

#### Harriet
Harriet est une jeune membre des Dji Cantos, ou Illuminés, dépêchée par Tom et ses compagnons pour les aider dans leur quête. Elle les aidera surtout en les téléportant d'une île à une autre grâce à un objet magique qu'elle porte sur elle. Elle a la plus petite liste de sorts se composant essentiellement de magies curatives, mais également le sort le plus puissant du jeu qui permet, en cas de succès, de détruire instantanément les ennemis.

### Iskai
Les Iskai ressemblent à de grands chats humanoïdes. Bien qu'ils soient considérés comme des mammifères, ils possèdent quelques caractéristiques qui les différencient des mammifères terrestres, notamment un organe emphatique/télépathique situé sur le front appelé Trii, ainsi que des griffes entre leurs orteils plutôt qu'au bout de ceux-ci. Leur lieu de vie principal dans le jeu est Nakiridaani (une île de jungle) ainsi que la ville de Jirinaar. Ils habitent aussi Srimalinar, une plus petite ville sur Maini.
À la différence des Humains Celtes et Terriens, les Iskai ont leur propre culture et leur propre histoire que l'on peut découvrir dans la première partie du jeu. Ils possèdent deux formes de magie : Dji-Fadh (architecture et construction) et Dji-Kas (contrôle de la nature). La guilde Dji-Fadh est beaucoup plus vieille que la guilde Dji-Kas. Il y a également un grade de guerriers Iskai appelés le Stiriik. Il y a deux personnages Iskai que vous pouvez jouer : Sira et Drirr.

#### Drirr
Drirr est un guerrier Iskai originaire du continent appelé Maini, mais vous le rencontrerez alors qu'il travaille en tant que Stiriik à Jirinaar. Il rejoint Tom et Rainer au départ pour les aider dans la résolution d'un meurtre dans lequel ils sont impliqués simplement parce que le meurtre a été commis par un humain, pour ensuite poursuivre l'aventure avec eux. Il est très rapide et plus fort que la plupart des humains (les Iskai ont tendance à être plus rapides, mais plus faibles que les humains) et sans aucun doute le meilleur combattant du jeu, même s'il est difficile de lui trouver un bon équipement puisque Drirr ne peut utiliser que des armes et armures Iskai. On le montre comme un peu curieux et impulsif.

#### Sira
Sira est une jeune femelle Iskai à la chevelure rousse, fille d'Akiir, le chef de la guilde Dji-Fadh. Contre les vœux de son père, elle a choisi d'étudier la branche rivale de magie : Dji-Kas. Après un incident désagréable rattaché à cette vieille tension, elle décide de voyager avec Tom et ses compagnons pour se tenir à l'écart de tout cela pour un moment. Sira a la liste de sorts la plus variée et sans doute la plus efficace. Comme tout mage Dji-Kas, elle doit utiliser une graine de Trifalai pour jeter un sort. Elle est également une combattante au corps-à-corps relativement correcte, bien qu'il soit encore difficile de lui trouver un équipement.